# Harklowa (województwo małopolskie)
Harklowa – wieś w Polsce położona w województwie małopolskim, w powiecie nowotarskim, w gminie Nowy Targ. Leży nad Dunajcem.
W latach 1975–1998 Harklowa położona była w województwie nowosądeckim.
Przez miejscowość przebiega droga wojewódzka nr 969.

## Zabytki
Obiekt wpisany do rejestru zabytków nieruchomych województwa małopolskiego.
- Kościół parafialny pw. Narodzenia NMP;
- lamus;
- dworska brama wjazdowa nr 86.

### Inne zabytki
- Stary dom budowany w stylu góralskim, z XVIII w.

## Turystyka
Miejscowość znajduje się na małopolskim Szlaku Architektury Drewnianej. Przez wieś przechodzi znakowany szlak turystyczny (niebieski) prowadzący przez Łopuszną na Turbacz, a w drugą stronę na Spisz.

## Ludzie związani z Harklową
- Włodzimierz Tetmajer.